# Garstnica wypaleniskowa

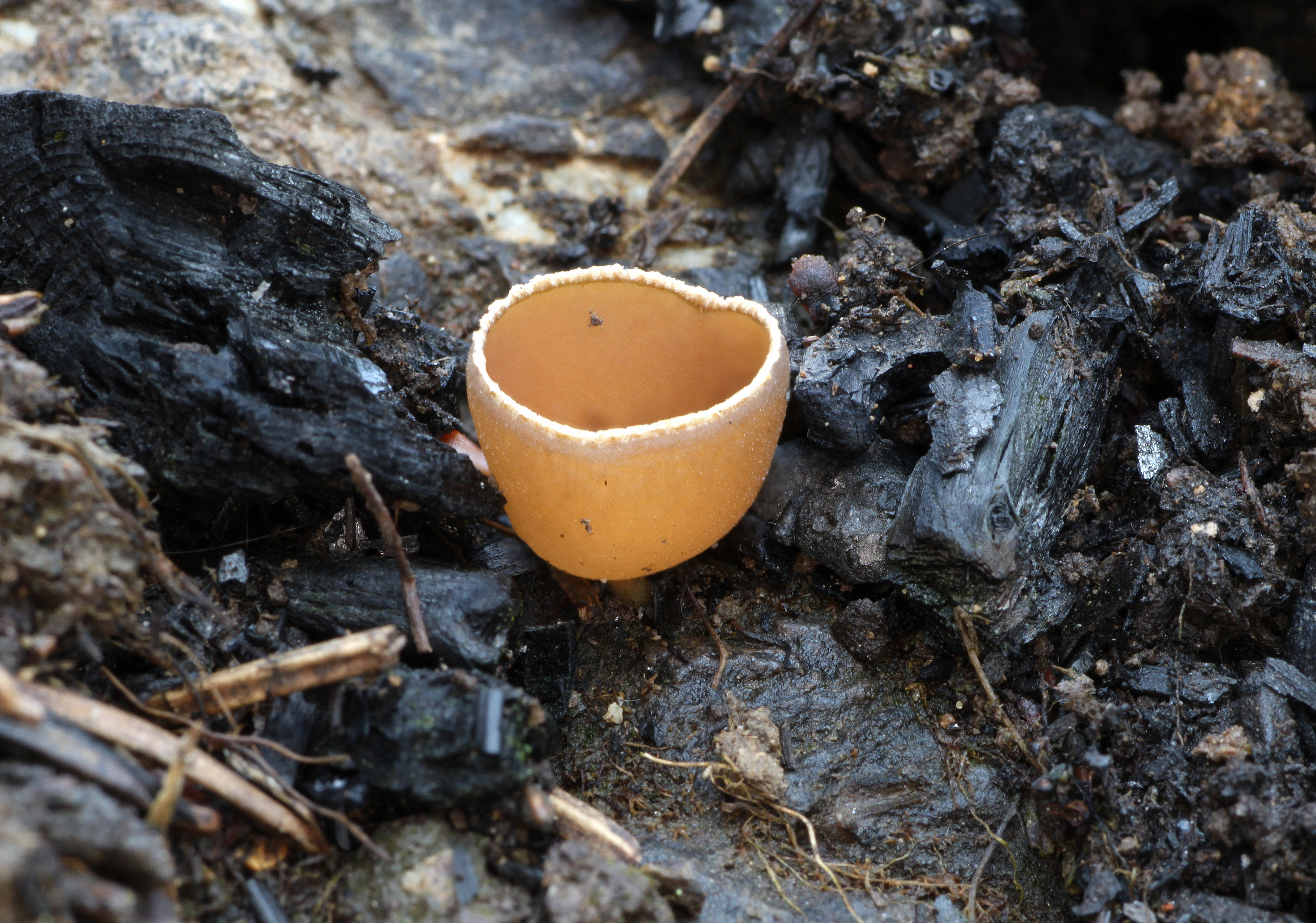

Garstnica wypaleniskowa (Geopyxis carbonaria (Alb. & Schwein.) Sacc.) – gatunek grzybów z rodziny Pyronemataceae.

## Systematyka i nazewnictwo
Pozycja w klasyfikacji według Index Fungorum: Geopyxis, Pyronemataceae, Pezizales, Pezizomycetidae, Pezizomycetes, Pezizomycotina, Ascomycota, Fungi.
Po raz pierwszy takson ten zdiagnozowali w 1805 r. Albertini i Schweinitz nadając mu nazwę Peziza carbonaria. Obecną, uznaną przez Index Fungorum nazwę nadał mu w 1889 r. Saccardo, przenosząc go do rodzaju Geopyxis.
Synonimy nazwy naukowej:
- Aleuria carbonaria (Alb. & Schwein.) Gillet 1879
- Geopyxis carbonaria var. sessilis Grélet 1937
- Peziza carbonaria Alb. & Schwein. 1805
- Peziza cupularis var. carbonaria (Alb. & Schwein.) Weinm. 1836
- Pustularia carbonaria (Alb. & Schwein.) Rehm 1884[2].

Polska nazwa według M.A. Chmiel.

## Morfologia
Owocniki
Miseczkowate owocniki (askokarpy) mają średnicę 0,5–2 cm, osadzone są na krótkim trzonie o wymiarach 0,5-1 na 0,1–0,2 cm. Wnętrze owocnika jest ceglastoczerwone i gładkie, na zewnątrz ma barwę brudnożółtą albo ochrową.
Zarodniki
Askospory eliptyczne, gładkie, hialinowe, pozbawione kropli tłuszczu, o wymiarach 13-18 × 7-9 µm. Worki o wymiarach 190-225 × 9-10 mikrometrów. Parafizy (wstawki) buławowate, nierozgałęzione, mają nieregularne pomarańczowo-brązowe ziarnistości, o zakończeniach szerokości 5 µm. Hypotecjum, warstwa komórek poniżej hymenium, utworzona jest z gęsto upakowanych, nieregularnych komórek.

## Występowanie
Naziemny grzyb wypaleniskowy, saprotrof. Owocniki tego grzyba wyrastają na wypaleniskach i zwęglonym drewnie.